# Dendrelaphis marenae
Espèce
Dendrelaphis marenae est une espèce de serpents de la famille des Colubridae.

## Répartition
Cette espèce se rencontre :
- aux Philippines ;
- en Indonésie, sur l'île des Célèbes.

## Description
Dendrelaphis marenae est un serpent arboricole diurne. Il mesure jusqu'à 131 cm et présente une longue queue mesurant jusqu'à 50 cm. L'holotype de cette espèce a été collecté en 1880.

## Étymologie
Son nom d'espèce lui a été donné en l'honneur de Maren Gaulke pour sa contribution à la connaissance de la faune herpétologique des Philippines. Elle a collecté plusieurs paratypes et de nombreux autres spécimens analysés par les auteurs.

## Publication originale
- Vogel & van Rooijen, 2008 : Contributions to a review of the Dendrelaphis pictus (Gmelin, 1789) complex - 2. the eastern forms. Herpetozoa, vol. 21, n. 1/2, p. 3-29.